# Національна рада з питань культури і духовності при Президентові України
Національна рада з питань культури і духовності — колишній консультативно-дорадчий орган при Президентові України (24 листопада 2005 — 2 квітня 2010).
Утворена Указом Президента України Віктора Ющенка 24 листопада 2005 року для:
- розроблення пропозицій з питань формування та реалізації державної політики у сфері культури і духовності,
- сприяння відродженню самобутності українського народу як важливого фактора утвердження єдності та міжнаціональної злагоди в суспільстві, сталого розвитку України, створення її гідного іміджу у світовому співтоваристві.

Положення про Національну раду затверджене у 2006.
Ліквідована 2 квітня 2010 року.